# Vorobiivșciîna, Malîn
Vorobiivșciîna (în ucraineană Вороб`ївщина) este un sat în comuna Morozivka din raionul Malîn, regiunea Jîtomîr, Ucraina.

## Demografie
Componența lingvistică a localității Vorobiivșciîna
     Ucraineană (63,89%)
     Rusă (36,11%)
Conform recensământului din 2001, majoritatea populației localității Vorobiivșciîna era vorbitoare de ucraineană (63,89%), existând în minoritate și vorbitori de rusă (36,11%).